# Іванченков Олександр Сергійович
Іванченков Олександр Сергійович (нар. 28 вересня 1940) — льотчик-космонавт СРСР № 44.
Виконав два космічні польоти загальною тривалістю 147 діб 12 годин 38 хвилин 24 секунди бортінженером космічних кораблів (КК) «Союз-29», «Союз-31», «Союз Т-6» і орбітальних станцій (ОС) «Салют-6», «Салют-7».

## Життєпис
Народився 28 вересня 1940 року в місті Івантєєвка Московської області РРФСР.
10 серпня 1942 року на фронті під Ржевом загинув його батько Сергій Петрович Іванченков, 1947 року померла матір. Виховувався в сім'ї сестри батька — Клавдії Петрівни Плужникової.
1958 року з золотою медаллю закінчив Івантєєвську середню школу № 5. Вступив до Московського авіаційного інституту імені Серго Орджонікідзе.
1964 року закінчив інститут і прийнятий до ОКБ-1 (нині — НВО «Енергія»), де брав участь в розробці нових космічних апаратів.
1973 року зарахований до загону космонавтів, пройшов повний курс загальнокосмічної підготовки і підготовки до польотів на космічних кораблях типу «Союз».
У травні 1973 року був в одному з екіпажів, що готувались до космічного польоту за програмою ЕПАС. В грудні 1974 року був у резервному екіпажі при польоті космічного корабля «Союз-16». Під час спільного експериментального польоту «Аполлон» — «Союз» в липні 1975 року був у одному з резервних екіпажів разом з Юрієм Романенком. Готувався до польотів на борту орбітальної станції типу «Салют».
В жовтні і грудні 1977 року був у дублерному екіпажі космічного корабля «Союз-25» разом з Юрієм Романенком. Після невдалої спроби стикування корабля «Союз-25» екіпажі, що проходили підготовку, переформували так, щоб в кожному був один космонавт-«ветеран».
В грудні 1977 року був у дублерному екіпажі космічного корабля «Союз-26» разом з Ковальонком Володимиром Васильовичем
В січні 1978 року був у дублерному екіпажі космічного корабля «Союз-27» разом з Володимиром Ковальонком.

### Перший політ у космос
15 червня 1978 року стартував бортінженером корабля «Союз-29» разом з командиром Володимиром Ковальонком.
16 червня корабель пристикувався до орбітальної станції «Салют-6» і екіпаж корабля став другим основним екіпажем станції (ЕО-2).
Впродовж польоту зі станцією зістиковувались пілотовані космічні кораблі «Союз-30», «Союз-31», автоматичні вантажні кораблі «Прогрес-2», «Прогрес-3», «Прогрес-4», перестиковано корабель «Союз-31». За програмою «Інтеркосмос» на борту комплексу «Салют-6—Союз» працювали два міжнародні екіпажі: радянсько-польський Петро Климук/Мирослав Гермашевський і радянсько-німецький Валерій Биковський/Зигмунд Єн.
29 липня другий основний екіпаж станції здійснив вихід у відкритий космос тривалістю 2 години 5 хвилин.
2 листопада 1978 року разом з командиром Ковальонком здійснив посадку на кораблі «Союз-31».
Політ тривав 139 діб 14 годин 47 хвилини 32 секунди і був найдовшим на той момент.
2 листопада 1978 року указом Президії Верховної Ради СРСР Олександру Сергійовичу Іванченкову «за мужність і героїзм, успішне здійснення тривалого космічного польоту» присвоєні звання Герой Радянського Союзу і Льотчик-космонавт СРСР з врученням ордена Леніна і медалі «Золота Зірка» (№ 10748).

### Другий політ у космос
24 червня 1982 року стартував бортінженером міжнародного екіпажа корабля «Союз Т-6» і екіпажа перших відвідин орбітальної станції «Салют-7» (командир — Володимир Джанібеков, космонавт-дослідник —Жан-Лу Кретьєн).
2 липня екіпаж здійснив посадку на кораблі «Союз Т-6».
Політ тривав 7 діб 22 години 50 хвилин 52 секунди.
«За успішне здійснення польоту і виявлені при цьому мужність і героїзм» льотчик-космонавт Іванченков Олександр Сергійович 2 липня 1982 року нагороджений орденом Леніна і другою медаллю «Золота Зірка».
З 1993 року — заступник начальника відділення КБ Російської космічної корпорації «Енергія».

## Нагороди
- Двічі Герой Радянського Союзу
- Два ордени Леніна
- Іноземні ордени. Герой НДР (1978 рік).
- Льотчик-космонавт СРСР (1978)
- Почесний громадянин міста Івантєєвка, де встановлено його бронзовий бюст (за СРСР такі бюсти втановлювали на батьківщині двічі героя Союзу).